# Слободка (Смоленская область)
Слобо́дка — деревня в Смоленской области России, в Угранском районе. Расположена в восточной части области в 34 км к востоку от Угры, на автодороге Р132 Вязьма — Калуга — Тула — Рязань, в 1,5 км к западу от границы с Калужской областью.
Население — 186 жителей (2007 год). Административный центр Слободского сельского поселения.

## История
19 апреля 1942 года в боях у деревни погиб командующей 33-й армии, генерал М. Г. Ефремов. Нашли тело М. Г. Ефремова первыми немцы, которые, испытывая глубокое уважение к мужественному генералу, похоронили его здесь с воинскими почестями 19 апреля 1942 года. На могиле генерала был установлен памятник с красной звездой.

## Достопримечательности

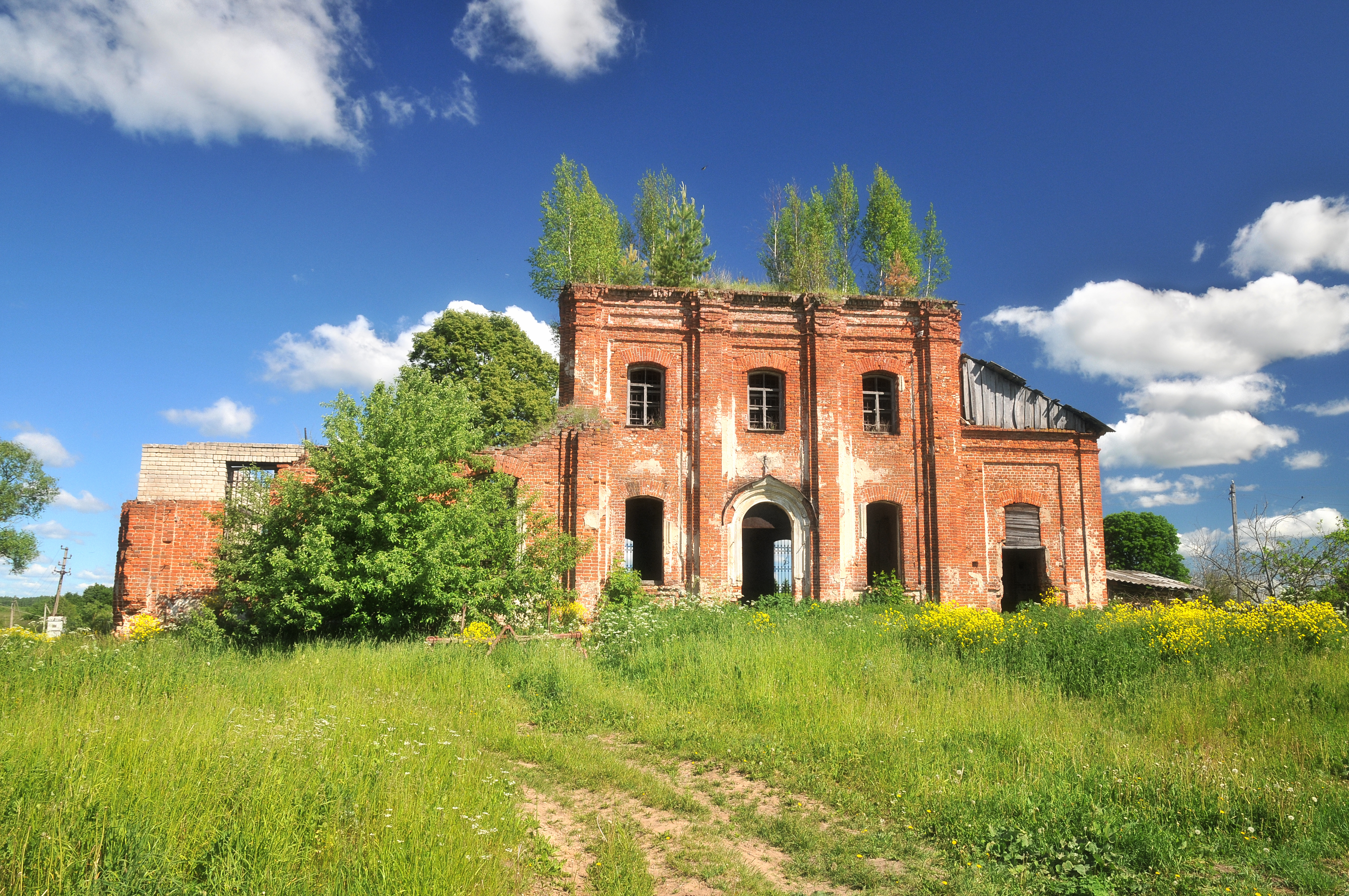
Церковь Троицы Живоначальной

- Памятник архитектуры: Церковь Троицы Живоначальной, 1854 г.